# Charbata al-Misbah
Charbata al-Misbah (arab. ‏خربثا المصباح‎, Ḫarbaṯa al-Miṣbāḥ) – wieś w Palestynie, w muhafazie Ramallah i Al-Bira. Według danych szacunkowych Palestyńskiego Centralnego Biura Statystycznego w 2016 roku miejscowość liczyła 6668 mieszkańców.